# Rich Johnson
Richard Lewis Johnson, detto Rich (Alexandria, 18 dicembre 1946 – Vicksburg, 15 giugno 1994), è stato un cestista statunitense, professionista nella NBA e nella ABA.

## Carriera
Venne selezionato dai Boston Celtics al quarto giro del Draft NBA 1968 (46ª scelta assoluta).

## Palmarès
- Campionato NBA: 1

Boston Celtics: 1969